# Skúli Guðjónsson
Skúli Guðjónsson (* 30. Januar 1903 auf dem Hof Ljótunnarstaðir im Hrútafjörður, heute in der Gemeinde Húnaþing vestra; † 20. Juni 1986 ebenda) war ein isländischer Autor, Politiker und Journalist.

## Leben
Skúli Guðjónsson verbrachte sein ganzes Leben auf dem Hof Ljótunnarstaðir in Nordwestisland, wo er seit seiner Heirat 1936 als Landwirt tätig war. Von 1943 bis 1946 arbeitete er als Leiter einer Straßenbautruppe. Nachdem er im Jahre 1946 erblindet war, entfaltete Skúli sein schriftstellerisches Wirken mit Hilfe einer Punktschriftmaschine. Zahlreiche Artikel erschienen zunächst in Zeitungen und Zeitschriften, 1961 dann erstmals gesammelt im Band Bréf úr myrkri („Briefe aus der Dunkelheit“). Mehrere weitere Bände folgten.
Skúli Guðjónsson gehörte der Vereinigten Volkspartei – Sozialistische Partei (Sósíalistaflokkurinn) an, bei der er Mitglied im Zentralkomitee war, und hatte den Vorsitz einer örtlichen Gewerkschaftsgruppe inne.

## Werke
- Bréf úr myrkri. Heimskringla, Reykjavík 1961.
- Það sem ég hef skrifað. Ritgerðaúrval 1931–1966. Heimskringla, Reykjavík 1969.
- Svo hleypur æskan unga. Skuggsjá, Hafnarfjörður 1975.
- Heyrt en ekki séð. Skuggsjá, Hafnarfjörður 1972.
- Vér vitum ei hvers biðja ber. Heimskringla, Reykjavík 1975.
- Hver liðin stund er lögð í sjóð. Skuggsjá, Hafnarfjörður 1982.